# Francocracia

El comienzo de la Francocracia: la división del Imperio bizantino después de la Cuarta Cruzada (1204):
Estados latinos
Imperio latino de Constantinopla
Reino de Tesalónica
Ducado de Atenas
Principado de Acaya
Ducado de Naxos
Estados griegos
Imperio de Nicea
Imperio de Trebisonda
Despotado de Epiro
Territorios venecianos (con fecha de obtención)
Venecia

La Latinocracia (en griego: Λατινοκρατία, «dominio de los latinos»), también conocido como Francocracia (en griego: Φραγκοκρατία, «dominio de los francos»), es el período de la historia griega después de la Cuarta Cruzada (1204), cuando un número de Estados cruzados europeos se establecieron en Grecia en el territorio del disuelto Imperio Romano de Oriente (véase Partitio terrarum imperii Romaniae).
El término deriva del hecho de que los griegos ortodoxos (y la mayoría de los pueblos del Mediterráneo oriental) llamaron a los occidentales católicos «latinos» o «francos». El lapso del período Latinocracia es diferente en cada región: la situación política era muy inestable, ya que los estados francos fueron fragmentados y cambiaban de manos, y en muchos casos fueron reconquistados por los estados sucesores griegos. 
Con la excepción de las islas jónicas y algunas fortificaciones aisladas que permanecían en manos de Venecia, el final definitivo de la Latinocracia en los territorios griegos llegó con la conquista otomana en los siglos XIV–XVI, que marcó el comienzo del período conocido como «Turcocracia».

## Estados cruzados latinos y francos
- El Imperio latino (1204-1261), centrado en Constantinopla y abarcaba Tracia y Bitinia, al mismo tiempo que ejercicio su soberanía nominal sobre los otros estados cruzados. Sus territorios se redujeron gradualmente a poco más que la capital, que fue finalmente capturado por el Imperio de Nicea en 1261.
- El Reino de Tesalónica (1205-1224), que abarcaba Macedonia y Tesalia. Fue conquistado por el Despotado de Epiro.
- El Principado de Acaya (1205-1432), que abarcaba Morea o la península del Peloponeso. Se convirtió rápidamente en el Estado cruzado más fuerte, y fue próspero incluso después de la desaparición del Imperio latino. Su principal rival fue el Despotado bizantino de Morea, que finalmente logró conquistar el Principado. También ejerció soberanía sobre el Señorío de Argos y Nauplia (1205-1388).
- El Ducado de Atenas (1205-1458), con sus dos capitales Tebas y Atenas, y que abarcaba el Ática, Beocia, y partes del sur de Tesalia. En 1311, el Ducado fue conquistado por la Compañía Catalana, y en 1388, pasó a manos de la familia florentina Acciaiuoli, que la mantuvo hasta la conquista otomana en 1456.
- El Ducado de Naxos o del Archipiélago (1207-1579), fundada por la familia Sanudo, comprendía la mayor parte de las islas del Egeo, especialmente las Cícladas. En 1383, pasó bajo el control de la familia Crispo. El Ducado se convirtió en un vasallo otomano en 1537, y finalmente fue anexado al Imperio otomano en 1579.
- El Marquesado de Bodonitsa (1204-1414), como Salona, fue creado originalmente como un estado vasallo del Reino de Tesalónica, pero después cayó bajo la influencia de Acaya. En 1335, la familia veneciana Zorzi tomó el control, y lo gobernó hasta la conquista otomana en 1414.
- El Condado de Salona (1205-1410), centrado en Salona (Ámfisa), como Bodonitsa, fue formado como un estado vasallo del Reino de Tesalónica, y después cayó bajo la influencia de Acaya. Cayó bajo el dominio de los catalanes y después de los navarros en el siglo XIV, antes de ser vendida a la Caballeros Hospitalarios en 1403. Finalmente fue conquistada por los otomanos en 1410.
- La Triarquía de Negroponte (1205-1470), que abarcaba la isla de Negroponte (Eubea). Se fragmentó en tres baronías (terzi) gobernada por cada dos barones (los sestieri). Esta fragmentación habilitó a Venecia para ganar influencia en calidad de mediadores. Para 1390 Venecia había establecido el control directo en toda la isla, que permanecía en manos venecianas hasta 1470, cuando fue capturada por los otomanos.
- El Condado palatino de Cefalonia y Zante (1185-1479). Abarcó las Islas Jónicas de Cefalonia, Zante, Ítaca, y, a partir de aprox 1300, también Léucade (Santa Maura). Creado como un vasallo del Reino de Sicilia, fue gobernado por la familia Orsini desde 1195 hasta 1335, y después de un breve interludio gobernado por los angevinos el condado pasó a la familia Tocco en 1357. El condado fue dividido entre Venecia y los otomanos en 1479.
- Lemnos formó un feudo del Imperio Latino bajo la familia veneciana Navigajoso desde 1207 hasta que fue conquistada por los bizantinos en 1278. Sus gobernantes llevaron el título de megaduque del Imperio latino.
- Rodas se convirtió en la sede de la orden monástica militar de los Caballeros Hospitalarios de San Juan en 1310, y los Caballeros mantuvieron el control de la isla (y las islas vecinas del archipiélago del Dodecaneso) hasta que fueron expulsados por los otomanos en 1522.
- Varios dominios genoveses en el noreste del mar Egeo:
  - Los feudos de la familia Gattilusi, que se habían establecido como señores (arcontes) bajo la soberanía nominal bizantina sobre la isla de Lesbos (1355-1462). Sus dominios se expandieron hasta incluir las islas de Lemnos, Tasos (1414-1462) y Samotracia (1355-1457), así como la ciudad tracia de Eno (1376-1456).
  - El Señorío de Quíos (incluyendo Samos) con el puerto de Focea. En 1304-1330 bajo la familia Zaccaria, y, después de un interludio bizantino, desde 1346 y hasta la conquista otomana en 1566 bajo la compañía Maona di Chio e di Focea.
- La República de Venecia acumuló diversas posesiones en Grecia, que formaban parte de su Stato da Màr. Algunas de ellas sobrevivieron hasta el final de la propia República en 1797:
  - Creta, oficialmente designada como Ducado de Candía o Reino de Candía, desde 1211 hasta 1669.[1]  Una de las más importantes colonias ultramarinas de Venecia, así como de constantes rebeliones griegas, fue mantenida bajo el control veneciano hasta su captura por los turcos otomanos en la guerra de Creta (1645-1669).[2]
  - Corfú (1207-1214 y 1386-1797) fue capturada por Venecia a sus gobernantes genoveses después de la Cuarta Cruzada. La isla fue luego capturada por el Despotado de Epiro y reconquistada en 1258 por el Reino de Sicilia. La isla permaneció bajo el control angevino hasta 1386, cuando Venecia consiguió imponer su control, que duraría hasta el final de la propia República.
  - Léucade (1684-1797), originalmente parte del Condado palatino y del Despotado de Epiro, gobernados por la familia Orsini, cayó bajo el dominio otomano en 1479 y fue conquistada por los venecianos en 1684 durante la guerra de Morea.
  - Zante (1479-1797), originalmente parte del Condado palatino y del Despotado de Epiro, gobernados por la familia Orsini, cayó en manos venecianas en 1479.
  - Cefalonia e Ítaca (1500-1797), originalmente parte del Condado palatino y del Despotado de Epiro, cayeron ante los otomanos en 1479 y fueron conquistados por los venecianos en 1500.
  - Varias fortalezas en la costa del Peloponeso: Modona y Corone, ocupadas en 1206 y mantenidas hasta la guerra otomano-veneciana de 1499-1503; Nápoles de Romania (Nauplia), mantenida en 1388 y 1540; Patras entre 1408 hasta su conquista por el déspota Constantino XI en 1430. La península del Peloponeso (o Morea) fue conquistada durante la guerra de Morea en la década de 1680, sin embargo la región nuevamente se perdió en la última guerra otomano-veneciana de 1714.

## Galería

Stato da Màr de la República de Venecia
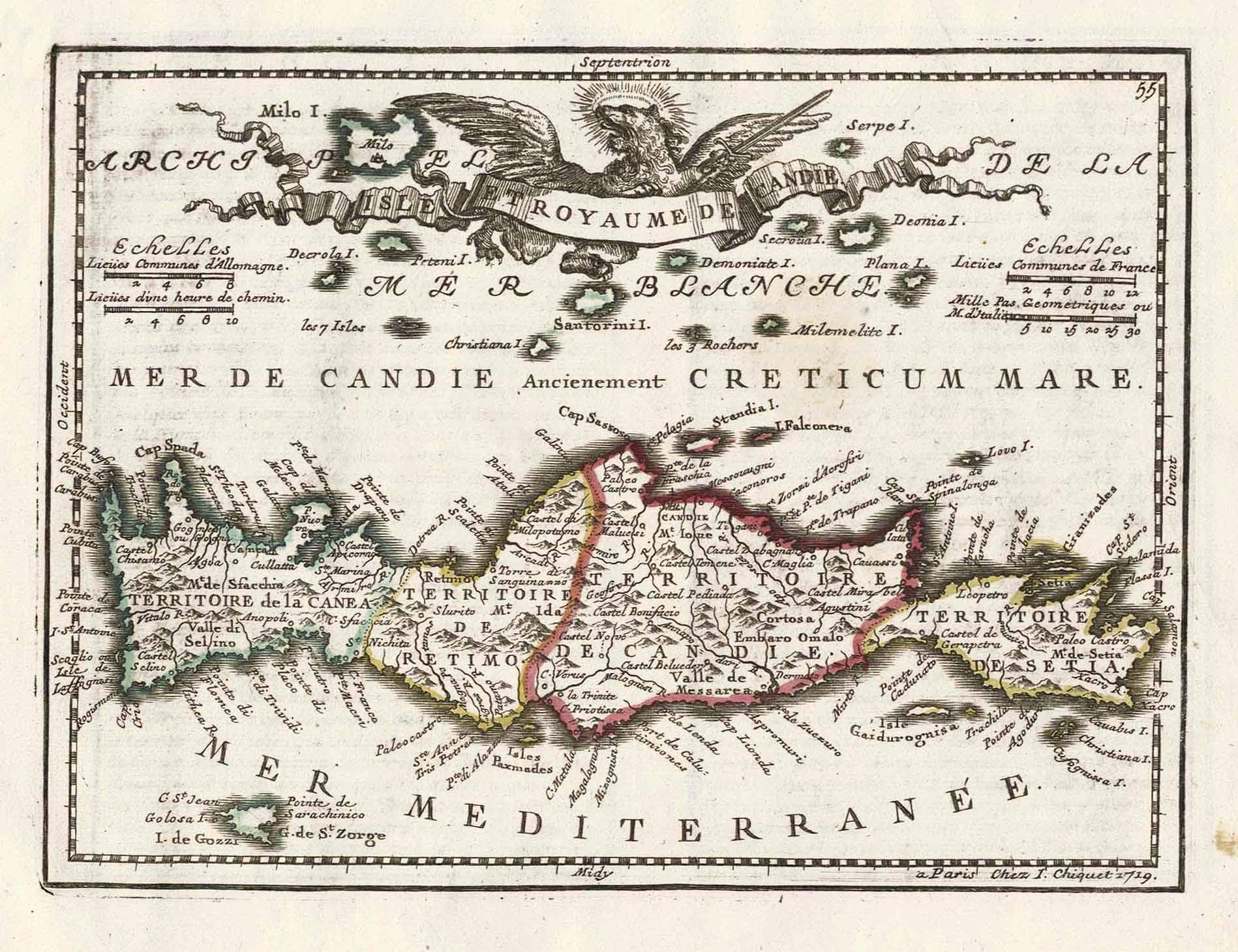
Mapa del Reino de Candía
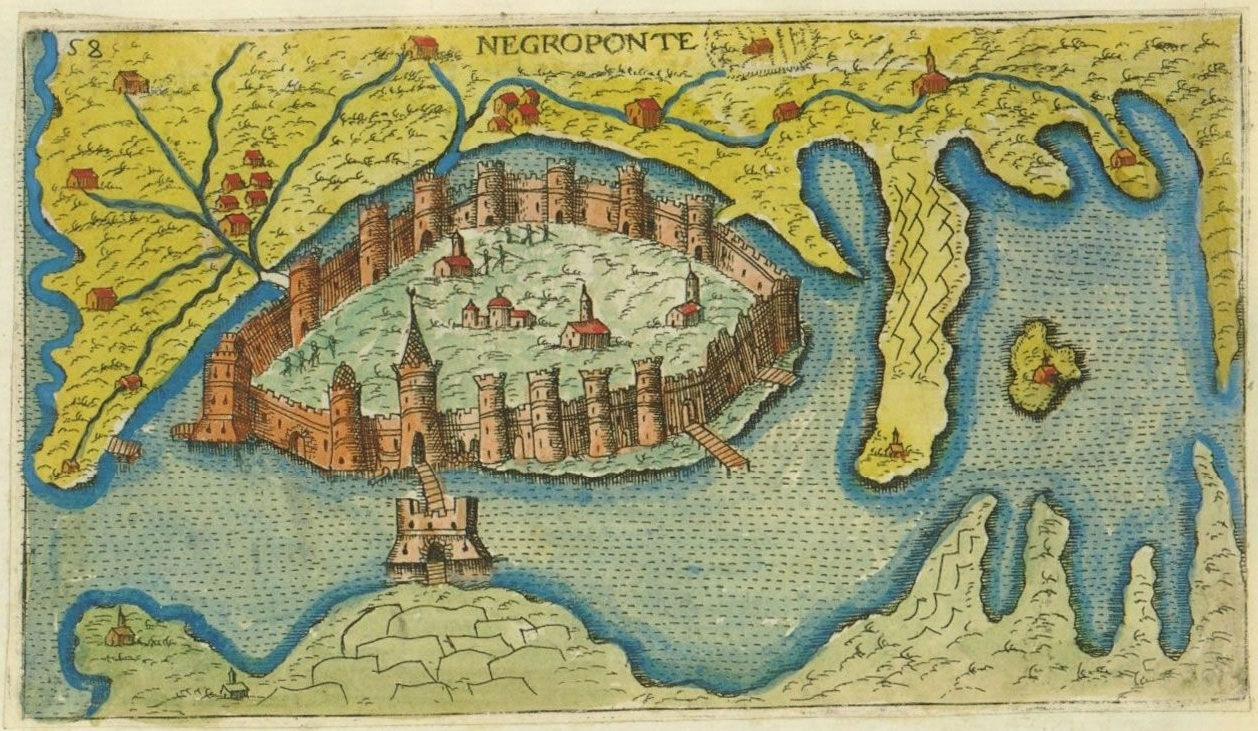
Mapa veneciano de Negroponte (Calcis)
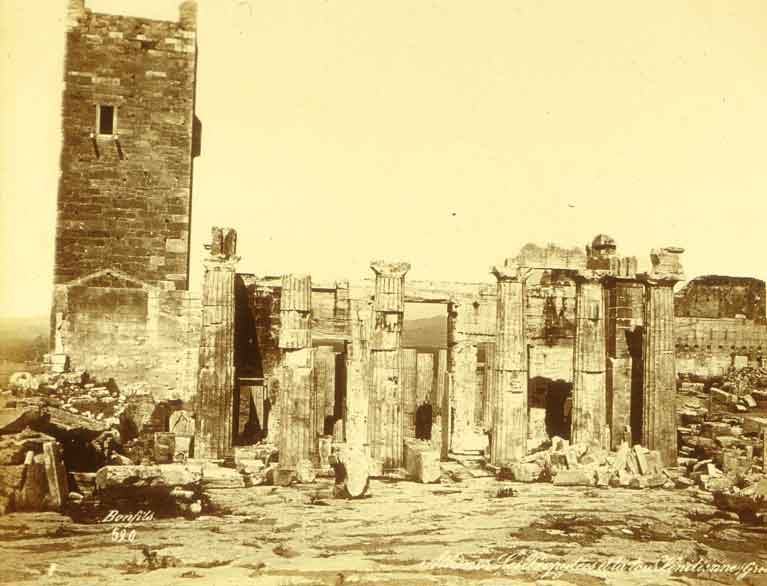
La Torre franca en la Acrópolis de Atenas, demolida en 1874
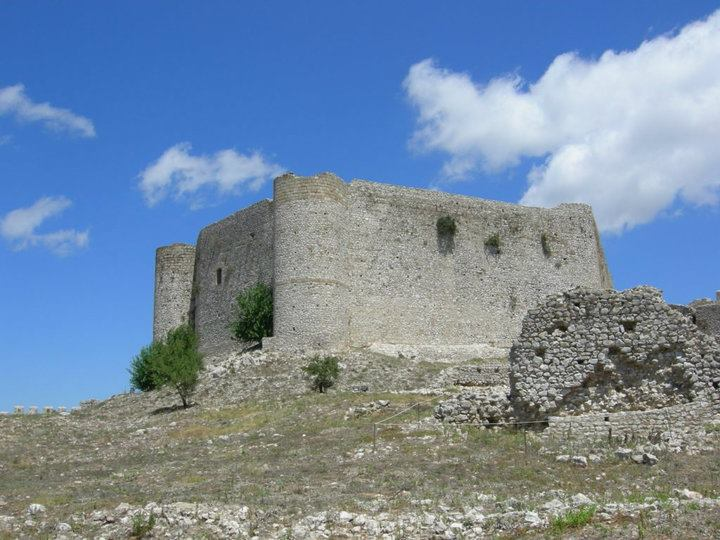
Castillo de Chlemoutsi
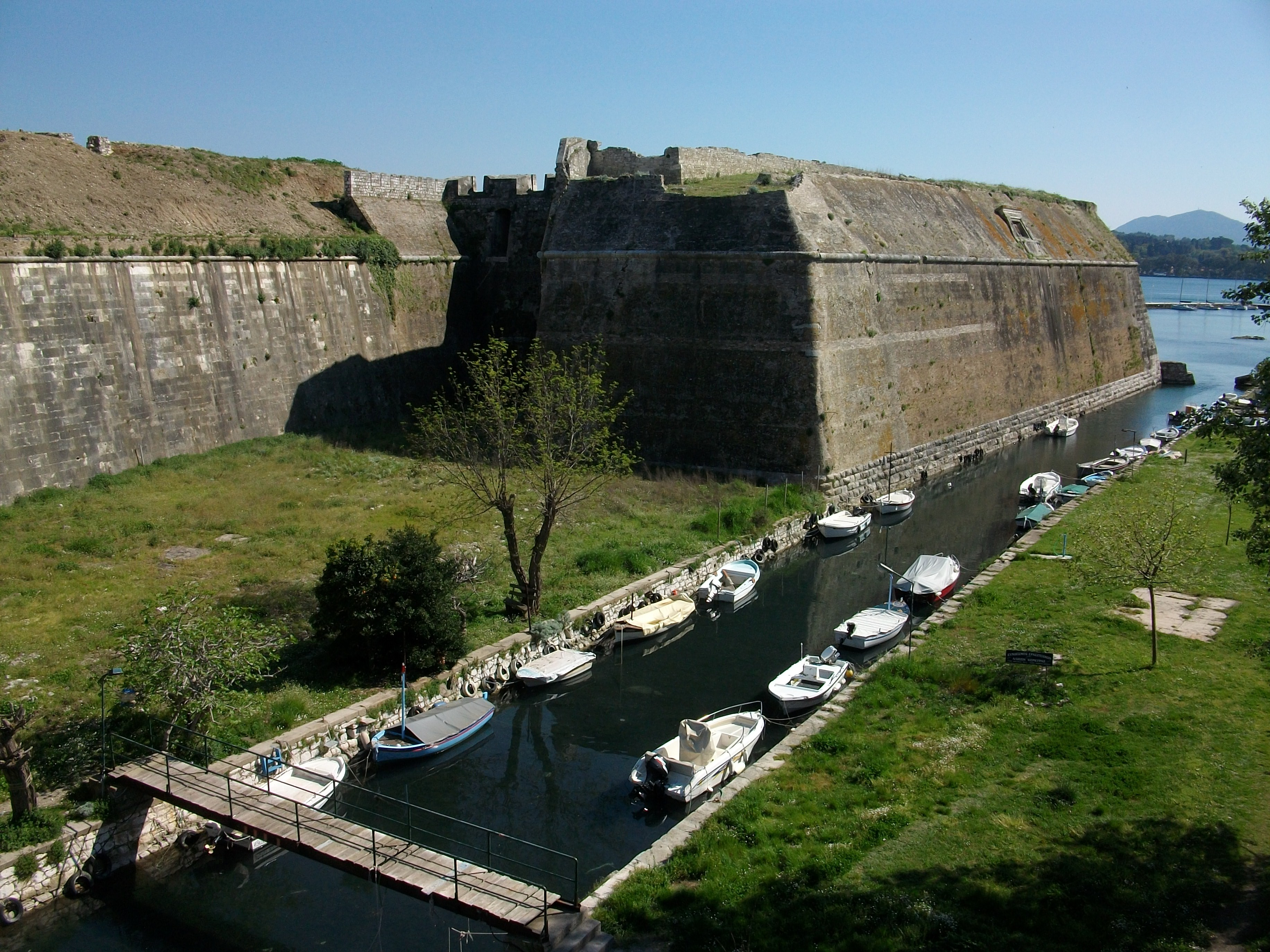
Fortaleza de Corfu
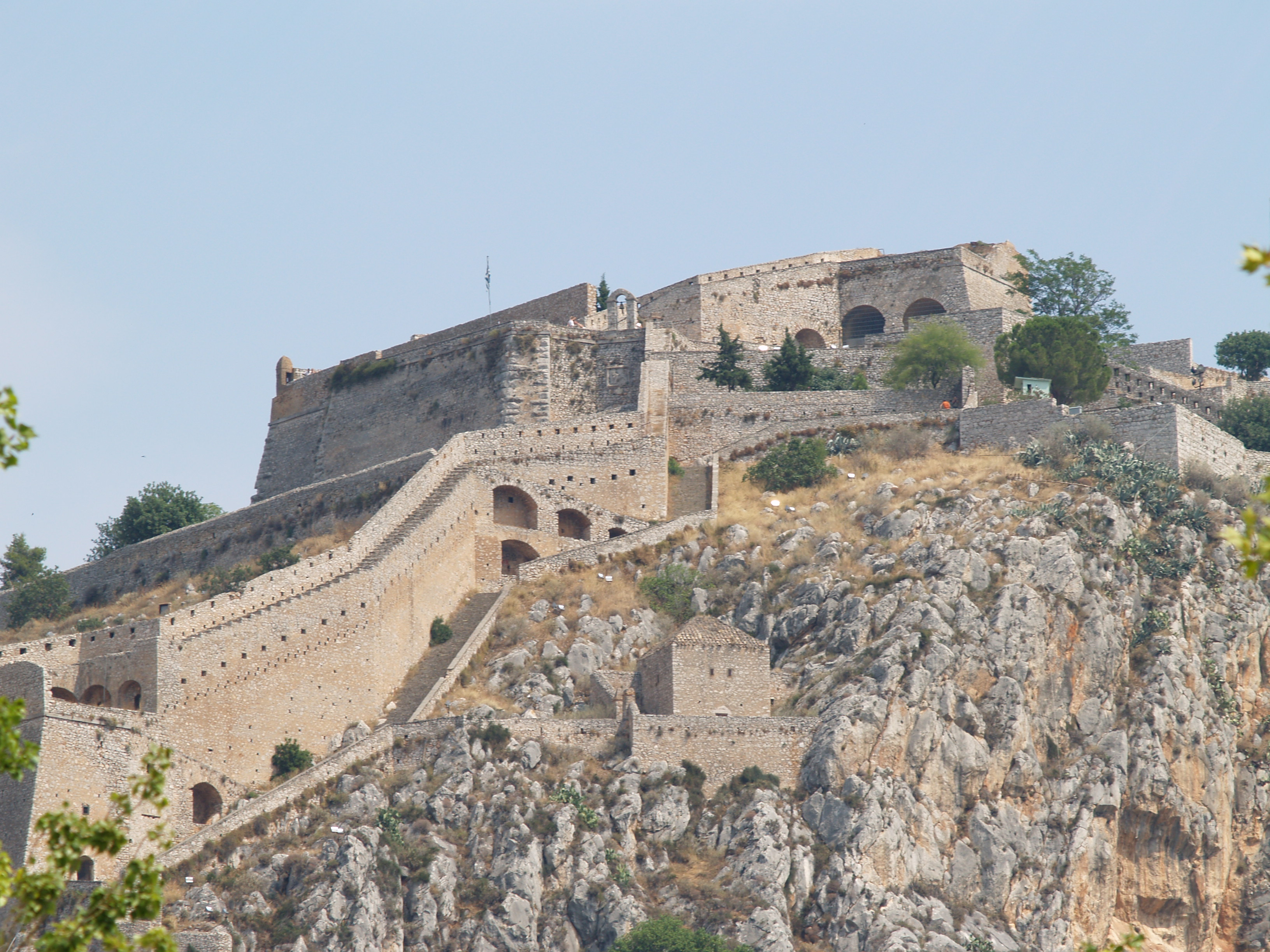
Palamidi de Nauplia
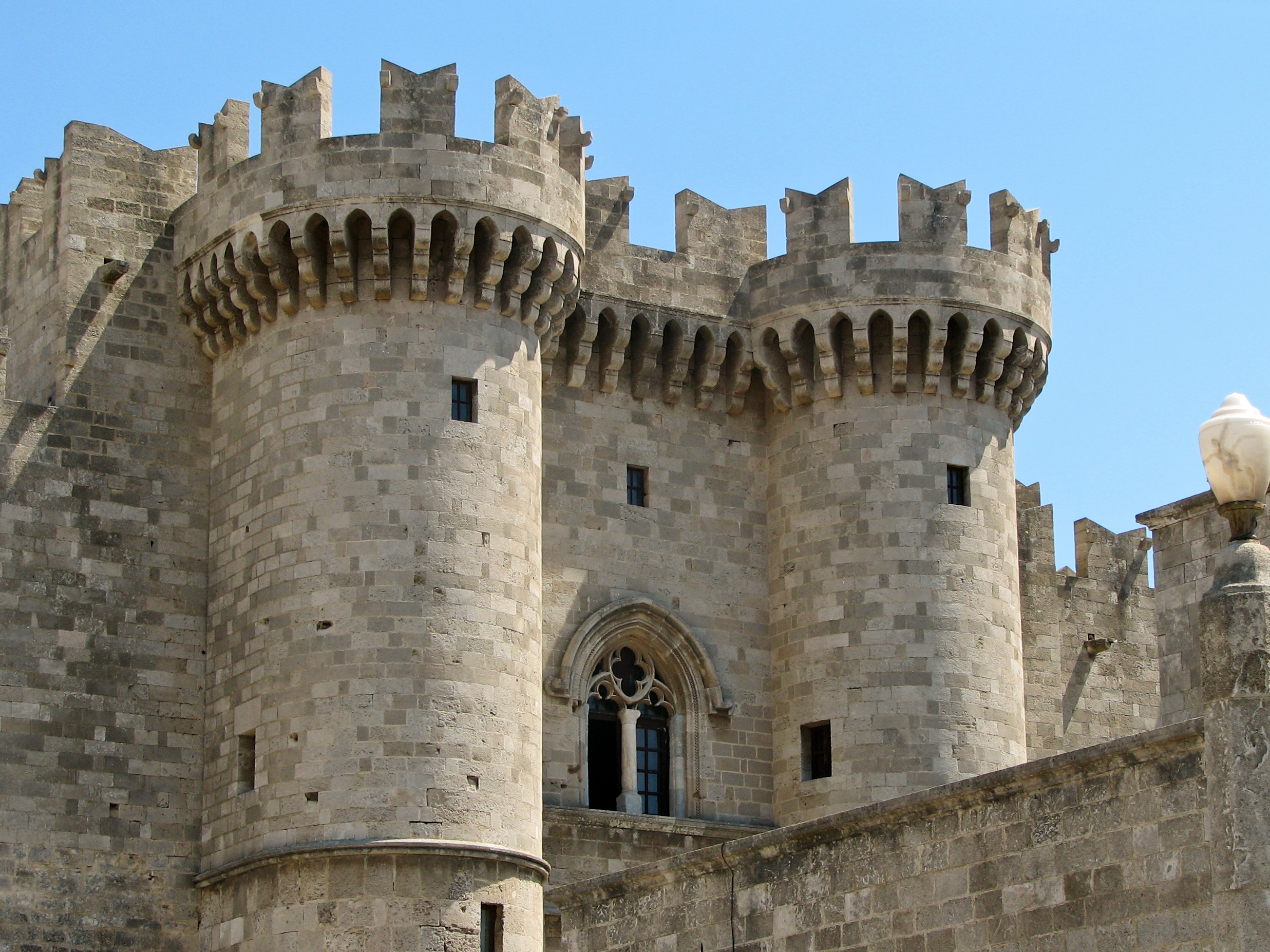
Palacio del Gran Maestro de los Caballeros de Rodas
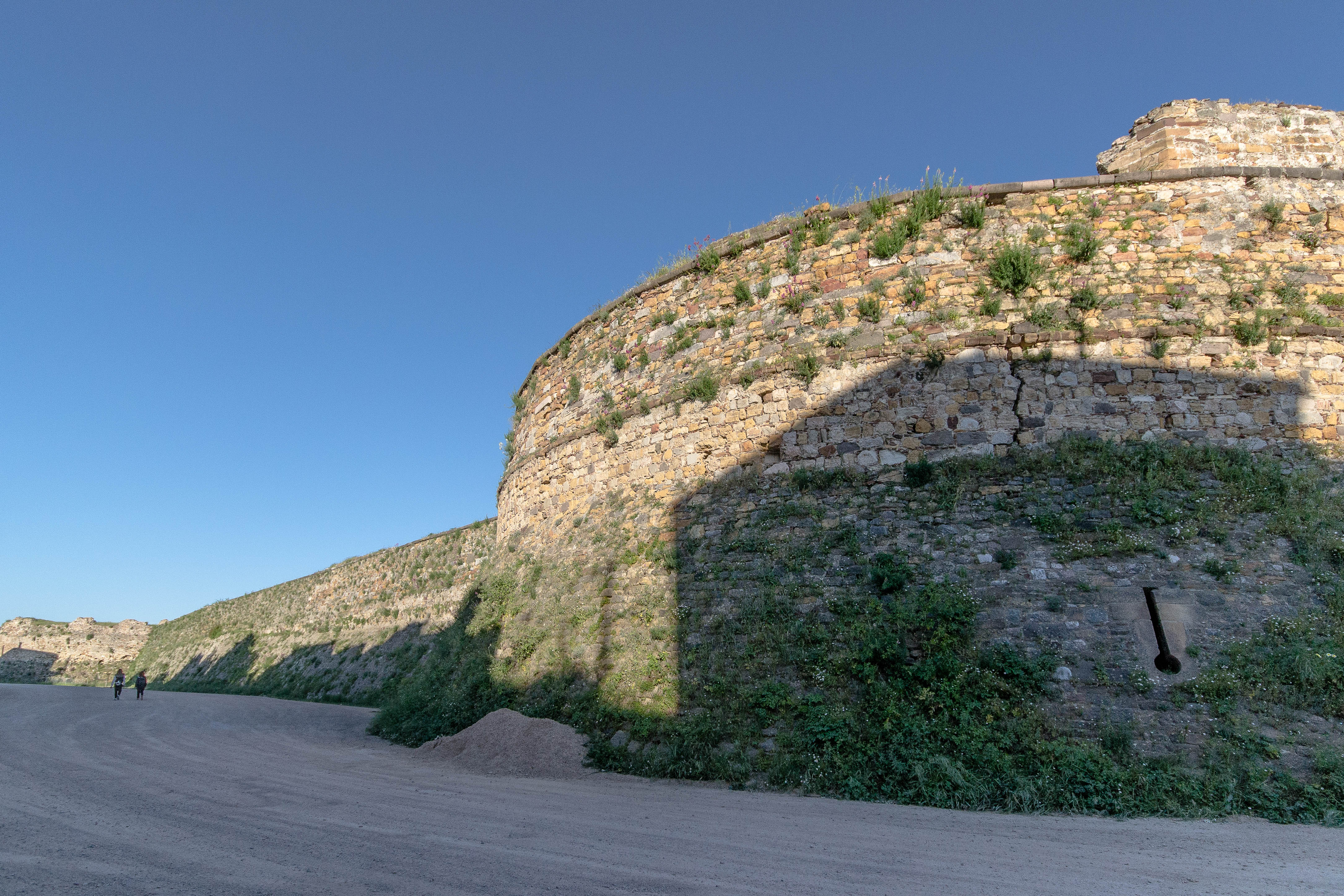
Castillo genovés de Quíos
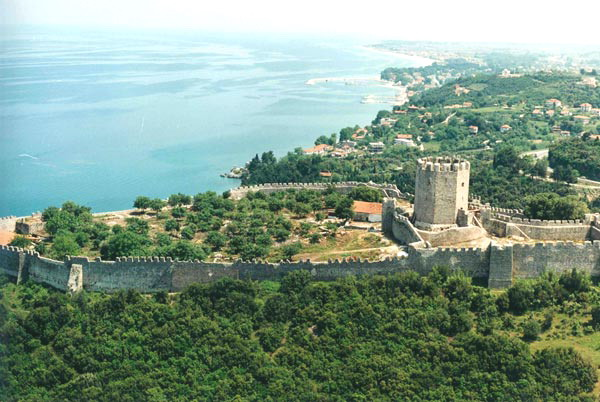
Castillo de Platamon